# Lasionycta caesia
Lasionycta caesia là một loài bướm đêm thuộc họ Noctuidae. It occurs ở dãy núi Cascade of miền bắc Washington và rặng núi ven biển British Columbia có độ dốc 58 độ.
Nó xuất hiện ở tundra núi đá và sinh sống về đêm.
Sải cánh dài 30–34 mm đối với con đực và 32–35 mm đối với con cái. Con trưởng thành bay từ giữa tháng 7 tới giữa tháng 8.